# Čimerno
Čimerno je vasica v Občini Radeče. V vasi, ki je izhodišče za pohode na bližnjo Nebeško goro, je cerkev Svete Trojice. Cerkev je v osnovi grajena romansko, a pozneje večkrat predelana.